# Südostasienspiele 2005/Judo
| XXXIII. SEA Games     | XXXIII. SEA Games  |
| --------------------- | ------------------ |
|                       |                    |
| Name der Disziplin    | Judo               |
| Austragungsort        | Mandaue City, Cebu |
| Teilnehmende Nationen | 4                  |
| Eröffnung             | 1. Dezember 2005   |
| Beendet               | 4. Dezember 2005   |

Judo (柔道 / jūdō) wurde bei den 23. Südostasienspielen vom  1. bis 4. Dezember 2005 im Mandaue Coliseum in Mandaue City auf der philippinischen Insel Cebu ausgetragen. Die Teilnehmer rangen um 14 Goldmedaillen in sieben verschiedenen Gewichtsklassen.

## Medaillengewinner
| Gewichtsklasse  | Gold                               | Silber                           | Bronze                                                        |
| --------------- | ---------------------------------- | -------------------------------- | ------------------------------------------------------------- |
| Herren < 55 kg. | Nguyen Duy Khan ( Vietnam)         | Toni Irawan ( Indonesien)        | Franco Teves ( Philippinen) Aung Tun Kyaw ( Myanmar)          |
| Herren < 60 kg. | Tran Van Doat ( Vietnam)           | Suksuwan Chanch ( Thailand)      | Gan Eldy ( Indonesien) Daniel Pedro ( Philippinen)            |
| Herren < 66 kg. | Peter Taslim ( Indonesien)         | Bodin Panjabutra ( Thailand)     | Aristotle Lucero ( Philippinen) Nguyen Quoc Hung ( Vietnam)   |
| Herren < 73 kg. | Gilbert Ramirez ( Philippinen)     | Alexander Ralli ( Thailand)      | Johanes Taslim ( Indonesien) Nguyen Tran Minh Nha ( Vietnam)  |
| Herren > 78 kg. | Ira Purnamasari ( Indonesien)      | Khin Myo Thu ( Myanmar)          | Dinh Thi Diem Tuyen ( Vietnam) Promtaeng Niramon ( Thailand)  |
|                 |                                    |                                  |                                                               |
| Damen < 63 kg.  | Nguyen Thi Nhu ( Vietnam)          | Wassanaporn Samthong ( Thailand) | Astie Gay Liwanen ( Philippinen) Thandarwin ( Myanmar)        |
| Damen < 70 kg.  | Karol karen Solomon ( Philippinen) | Aung Lay Kalyar ( Myanmar)       | Nguyen Thu Din ( Vietnam) Monrudee Krongthanee ( Thailand)    |
| Damen > 78 kg.  | Patchare Pichapat ( Thailand)      | Ruth Dugaduga ( Philippinen)     | Cliffia Sulistio ( Indonesien) Nguyen Thi Anh Ngoc ( Vietnam) |